# بين فيليبس (شاعر)
بين فيليبس هو شاعر كندي، ولد في 1947.